# موش درختی دم‌مدادی کوچک
موش درختی دم‌مدادی کوچک (نام علمی: Chiropodomys pusillus) نام یک گونه از تیره موشان است.